# الدلهمية
الدلهمية هي قرية فلسطينية مهجرة تقع في أرض منخفضة على الضفة الشمالية لنهر اليرموك، عند الحدود الأردنية الشرقية- الفلسطينية. وكانت وصلة تربطها بالطريق العام الممتد بين جسر المجامع وقرية سمخ كما كانت طريق أخرى تصلها بالباقورة، وهي قرية متاخمة (باتت الآن في الأردن)، وتعد من القرى الموجودة في قضاء طبريا حيث تبعد 14 كم عن جنوب بحيرة طبريا، وصلت مساحة أراضي الدلهمية 2852  دونماً، بلغ عدد سكان القرية حتى عام 1948 وهو عام احتلالها ما يقارب 476 نسمة معظمهم ينتمون الديانة المسيحية.
القرية كانت الدلهمية أصلا على الضفة الشرقية لنهر الأردن.

## الدلهمية حتى عام 1948
اعتمد سكان الدلهمية على الزراعة حيث كانت الزراعة عماد اقتصاد القرية، حيث تمتعت القرية باراض تتميز بتربة خصبة مما مكن أهلها من زراعة الخضراوات والحمضيات والعيش ومنها كما اعتمد سكان القرية على مياه نهر الأردن لري مزروعاتهم.
أقيمت على أرض ابتاعتها شركة جمعية الاستعمار اليهودي (يكا) من سليم العمري وإخوانه من دمشق. تأسست القرية في 23-26 ديسمبر 1901 كموشافا من قبل العائلات الخمس الأولى، وكانت أول مستوطنة يهودية في وقتها في تلك المنطقة. اطلق عليها اسم ملاحميا أول الأمر ثم تم تغيير اسمها إلى مناحميا عام 1921 على اسم مناحيم صموئيل جد أول مندوب سامي بريطاني لفلسطين الانتدابية هربرت صموئيل.
قُسمت أراضي القرية عام 1945 بين يهودية وعربية كما وصُنفت المساحة بين مروية وصالحة للزراعة والحبوب وارض بور، عاش سكان الدلهمية في بيوت معظمها من الطين وسقوف من التبن والحطب كما وقد بلغ عدد بيوت القرية 50 بيتا حتى عام 1948.

## احتلال الدلهمية عام 1948
يُرجح احتلال القرية تم بين تاريخ 14 أبريل والأول من مايو 1948، ضمن العملية العسكرية جدعون وهي عمليات نفذتها قوات الاحتلال الخاصة «وحدة جولاني» وفيها تم طرد سكان القرية من منازلهم وقريتهم كما قد تك تطهير البلدة عرقيا بالكامل، بلغ تعداد لاجئي القرية حتى عام 1998 ما يقارب 2921 لاجئ.

## الدلهمية بعد الاحتلال الإسرائيلي
أحاطت المستوطنات بموقع القرية حيث أُقيمت مستعمرة اشدوت يعقوب، وثمة في الموقع بستان موز تابع لكيبوتس اشدوت يعقوب المجاور.في سنة 1933، أنشأ الصهيونيين مستعمرة اشدوت يعقوف جنوبي غربي القرية. أما مستعمرة اشدوت يعقوب ميثوحاد التي أسست في سنة 1933، ومستعمرة مناحيما التي أسست في سنة 1902، فتقعان إلى الغرب من القرية. وعلى الرغم من أن هاتين المستعمرتين قريبتان من موقع القرية، فان أية منهما ليست على أراضيها.
تُعد القرية ذات موقع أثري تحتوي على تلال من الانقاض وحجارة وشقف فخارية على سطح الأرض.

## وصلات خارجية
- الدلهمية ترحب بكم
- https://www.palestineremembered.com/Tiberias/ar/index.html
- https://www.palestineremembered.com/Tiberias/ar/index.html